# Revolt (film)
Revolt è un film del 2017 diretto da Joe Miale.

## Trama
Un soldato delle forze speciali americane (Lee Pace), in servizio in Kenya, soffre di perdita di memoria dopo aver perso i sensi durante una battaglia con macchine robotiche bipedi altamente elettrificate. In seguito si sveglia in una cella di prigione indossando abiti da lavoro a brandelli e ignaro di nient'altro che ricordi di intenso dolore. Nella cella adiacente incontra Nadia (Bérénice Marlohe), un medico militare francese dell'aiuto estero che gli dice che "sembra americano" e sono stati fatti prigionieri da una banda di teppisti xenofobi. Lo chiama "Bo" dopo aver visto le lettere sulla sua targhetta strappata. Nadia spiega a Bo che il mondo è stato invaso da macchine aliene che hanno spazzato via tutte le principali città e ora danno la caccia sistematica ai sopravvissuti.
Dopo essere fuggito dalla cella della prigione, Bo decide di raggiungere una base militare americana da qualche parte vicino a Nairobi. Nadia si unisce a lui senza entusiasmo. Bo ricorda solo frammenti di ciò che gli è successo mentre scopre la sua capacità di assorbire, condurre e scaricare l'elettricità. Dopo essere fuggiti, hanno attaccato i soldati kenioti che credono che l'America debba controllare i "droni" poiché le enormi antenne paraboliche della base statunitense sono ancora intatte mentre tutto il resto è distrutto. Bo e Nadia vengono catturati da soldati che li usano come esca umana per un'operazione fallita di uccisione di macchine. In balia di tre macchine, Bo e Nadia nascosta vengono inspiegabilmente risparmiati mentre le macchine inseguono un soldato in fuga su una motocicletta. Bo e Nadia incontrano un fotoreporter ferito a morte (Jason Flemyng). Il fotoreporter passa la sua macchina fotografica a Bo dicendogli di seguire le foto ("briciole di Pollicino") come un modo per raggiungere la base militare americana, che aveva incontrato e fotografato durante il suo viaggio. La fotocamera si rivela utile finché le batterie non si esauriscono.
Bo e Nadia riprendono il viaggio verso la base americana. Mentre si trovano in un campo aperto, vedono un esercito di macchine dirigersi verso di loro. Bo e Nadia entrano in una dimora solitaria nel campo e fuggono nel seminterrato, dove si abbracciano e aspettano la loro fine. Nella scena seguente, Bo è solo e ferito, mentre barcolla verso la base militare, solo per trovarla in rovina. Si stabilisce a Nairobi, ma crolla per le ferite. Salvato da un gruppo di combattenti della resistenza di Nairobi, viene curato in un centro di comando sotterraneo. La sua storia, che la sua vita era stata risparmiata ma che Nadia era stata presa dalle macchine aliene, è accolta con scetticismo. Bo viene portato da Roderick (Wandile Molebatsi), che rivela che gli alieni radunano gli umani e li trasportano su una nave madre in bilico, e quando ciò accade, la nave madre potrebbe essere vulnerabile agli attacchi.
Roderick rivela un piano per far esplodere una bomba EMP vicino alla nave madre per abbatterla e, si spera, disattivare le macchine che alimenta o controlla. Bo osserva la collezione di schizzi degli invasori di Roderick e, vedendo un disegno che raffigura una macchina che tiene in aria un prigioniero, ricorda che anche lui era stato afferrato da una macchina e gli era stato impiantato un congegno nella spina dorsale, che aveva causato la amnesia e gli ha anche donato le sue abilità elettriche. Gli esploratori della Resistenza rivelano che le macchine sono tornate in vigore. Bo è probabilmente un radiofaro per gli invasori, tenuto in vita allo scopo di trovare altri umani da uccidere o catturare dalle macchine. I combattenti della resistenza irritati minacciano quindi di uccidere Bo sul momento, e lui si offre di andarsene per allontanare le macchine invasori. Però, poiché le macchine conoscono già l'ubicazione del bunker sotterraneo della resistenza, gli abitanti sono costretti ad evacuare. Bo si offre di aiutare Roderick a portare la bomba EMP sulla nave madre aliena attraverso i tunnel di servizio.
Insieme a una squadra di combattenti della resistenza, Bo e Roderick trasportano il dispositivo attraverso i tunnel e vengono attaccati da macchine infiltrate. Arrivano in un luogo in cui le macchine stanno radunando gli umani e massacrando coloro che cercano di fuggire. Bo attacca una delle macchine nell'anello che circonda il gruppo di umani e l'apertura crea un'opportunità per gli umani prigionieri di fuggire dando alla resistenza la possibilità di spingere la bomba EMP sotto la nave madre. Sebbene la fonte di energia della bomba sia danneggiata nella mischia che ne segue, Bo è in grado di utilizzare il suo corpo come condotto per l'elettricità per alimentare la bomba e far esplodere il dispositivo, che distrugge la nave madre e depotenzia le macchine a Nairobi. Nella scena conclusiva, un Bo recuperato rivela che i suoi ricordi sono tornati. Gli viene chiesto il suo nome, e sceglie di essere chiamato semplicemente "Bo".

## Pubblicazione
Il film è stato presentato ufficialmente in anteprima il 1 luglio 2017 in Giappone. Il film è uscito in formato DVD il 4 dicembre 2017.